# Éden (album d'Étienne Daho)
Pour les articles homonymes, voir Eden.
Albums de Étienne Daho
Reserection
(1995) Singles
(1998)
Éden est le sixième album studio d'Étienne Daho. Il est enregistré à Londres durant le printemps 1996. Quatre singles en sont extraits : Au commencement, Me manquer, Les Bords de Seine et Soudain.
L'album est disque d'or en 1997.

## Titres de l'album
| 1.    | Au commencement                    | Étienne Daho/Andy Wright-Étienne Daho                          | 3:59 |
| 2.    | Les Passagers                      | Étienne Daho/Sarah Cracknell-Ian Catt                          | 4:54 |
| 3.    | Un serpent sans importance         | Étienne Daho/Arnold Turboust                                   |      |
| 4.    | Les Pluies chaudes de l'été        | Étienne Daho/Arnold Turboust                                   | 4:36 |
| 5.    | Les Bords de Seine                 | Étienne Daho-Astrud Gilberto/Arnold Turboust-Jack Bally        | 3:29 |
| 6.    | Me manquer                         | Étienne Daho-Elli Medeiros-Nicholas Dembling/Nicholas Dembling | 4:05 |
| 7.    | Soudain                            | Étienne Daho/Nicholas Dembling                                 | 3:21 |
| 8.    | L'Enfer enfin                      | Étienne Daho/Arnold Turboust                                   | 3:24 |
| 9.    | Timide intimité                    | Étienne Daho/Alan Whyte-Étienne Daho                           | 1:58 |
| 10.   | Rendez-vous au jardin des plaisirs | Étienne Daho/Arnold Turboust                                   | 4:43 |
| 11.   | Quand tu m'appelles Éden           | Étienne Daho/Robert Johnson-Étienne Daho                       | 3:38 |
| 12.   | Des adieux très heureux            | Étienne Daho/Andy Wright-Étienne Daho                          | 3:07 |
| 45:00 |                                    |                                                                |      |

- Astrud Gilberto participe au titre Les Bords de Seine.
- Sarah Cracknell participe au titre Les Passagers.
- Elli Medeiros participe aux titres Me manquer et Rendez-vous au jardin des plaisirs.
- Lyn Byrd participe aux titres Un serpent sans importance et Me manquer.

## Réédition
Le 18 octobre 2019, l'album est réédité dans un coffret comprenant des démos, des lives remixés ainsi qu'une version remastérisée. À cette occasion, la tournée Éden Daho Tour se déroule d'octobre à décembre 2019.

## Jeu vidéo sur le disque
Lors de sa sortie initiale en 1996, le CD de l'album contenait sur sa seconde partition un jeu vidéo développé par Cryo, dans lequel le joueur contrôle un jeune garçon représentant supposément Étienne Daho lui-même et devant accomplir des objectifs donnés par une sirène sur la plage. Les déplacements se font à la première personne et les objectifs consistent en de simples énigmes ou dialogues avec des personnages représentant la mère du personnage, ses amis, des habitants du coin ou des militaires. 5 chapitres composent l'aventure : "La gourmandise"; "La paresse"; "L'ivresse"; "L'amour" et finalement "Le phare". Étienne grandit et devient adulte au fil des chapitres, par l'intermédiaire des désirs qu'il expérimente à chaque chapitre homonyme avant que "Le phare" ne confirme la fin de cette transition.